# مفتاح سارة
مفتاح سارة هو فيلم من نوع حربي ودراما ومقتبس ‏ أُصدر في 2010. الفيلم من إنتاج تي أف 1 وفرنسا 2 وكنال+ وTPS Star ‏ وفرانس تيليفيزيون، ومن توزيع Anchor Bay Entertainment ‏، وهو من إخراج جيل باكيه برينر، أما السيناريو فكان من كتابة جيل باكيه برينر وTatiana de Rosnay ‏ وSerge Joncour ‏. الفيلم مقتبسٌ من Sarah's Key (novel) ‏ من تأليف Tatiana de Rosnay ‏.

## القصة
تقع أحداث الفيلم في باريس. وقصة الفيلم الرئيسية حول الحرب العالمية الثانية والهولوكوست والحمل.

## طاقم التمثيل
- Matthias Kress  [لغات أخرى]‏
- جولي فورنييه  [لغات أخرى]‏
- جوانا ميرلين
- اليس سانت كلير
- نيلس أريستروب
- كريستين سكوت توماس
- جاك شيراك
- Melinda Wade ‏
- Tatiana de Rosnay [الإنجليزية]‏
- Mélusine Mayance [الإنجليزية]‏
- Charlotte Poutrel  [لغات أخرى]‏
- Céline Caussimon  [لغات أخرى]‏
- دان هيرزبرج  [لغات أخرى]‏
- Dominique Frot  [لغات أخرى]‏
- فرانك بيكمان  [لغات أخرى]‏
- جاكلين نويل  [لغات أخرى]‏
- جيمس جيرارد  [لغات أخرى]‏
- جوناثان كير  [لغات أخرى]‏
- Simon Eine [الإنجليزية]‏
- فيكتوريا لي  [لغات أخرى]‏
- خافير البجا
- أيدان كوين
- جيزال كاسادسو
- Michel Duchaussoy [الإنجليزية]‏
- فريديريك بييرو
- اربين بايراكتاراي

## الإنتاج
موسيقى الفيلم التصويرية كانت من تأليف ماكس ريختر.

## وصلات خارجية
- مفتاح سارة على موقع IMDb (الإنجليزية)
- مفتاح سارة على موقع ميتاكريتيك (الإنجليزية)
- مفتاح سارة على موقع روتن توميتوز (الإنجليزية)
- مفتاح سارة على موقع نتفليكس (الإنجليزية)
- مفتاح سارة على موقع قاعدة بيانات الأفلام العربية
- مفتاح سارة على موقع ألو سيني (الفرنسية)
- مفتاح سارة على موقع Turner Classic Movies (الإنجليزية)
- مفتاح سارة على موقع أول موفي (الإنجليزية)
- مفتاح سارة على موقع بوكس أوفيس موجو (الإنجليزية)
- مفتاح سارة على موقع فيلمافينيتي (الإسبانية)

.

لم يتم العثور على روابط لمواقع التواصل الاجتماعي.